# 火炭

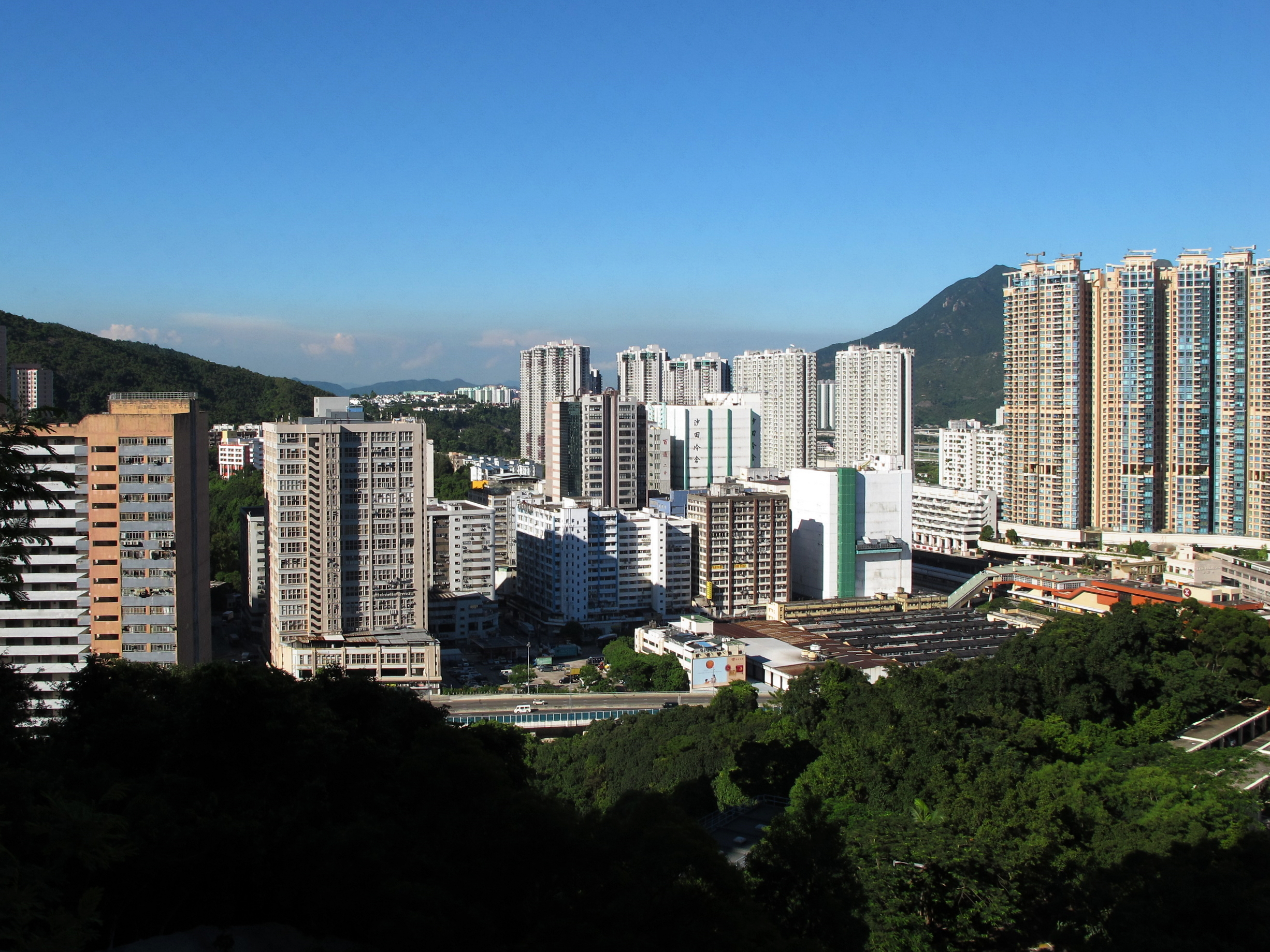
火炭全景（2010年）

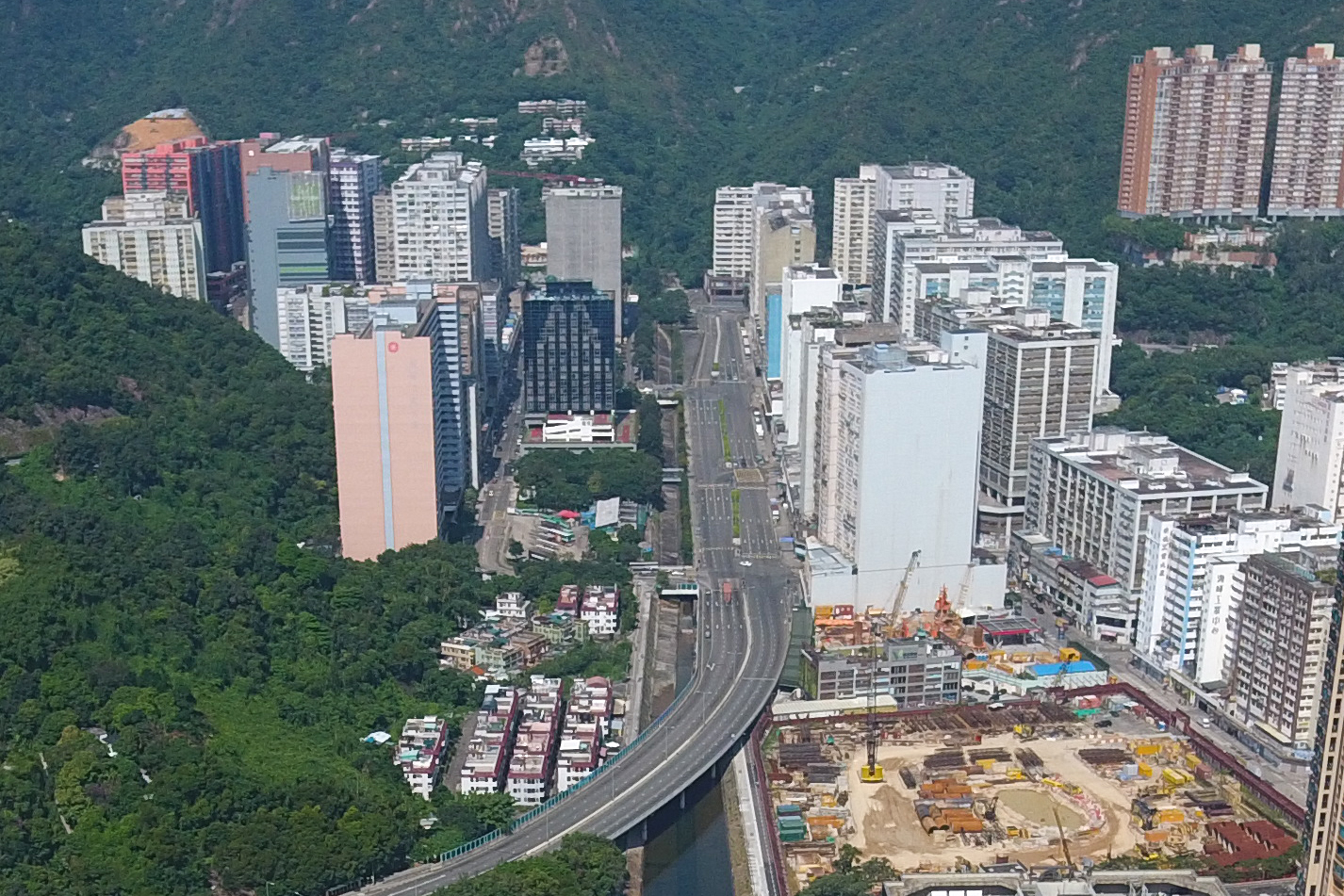
火炭工業區

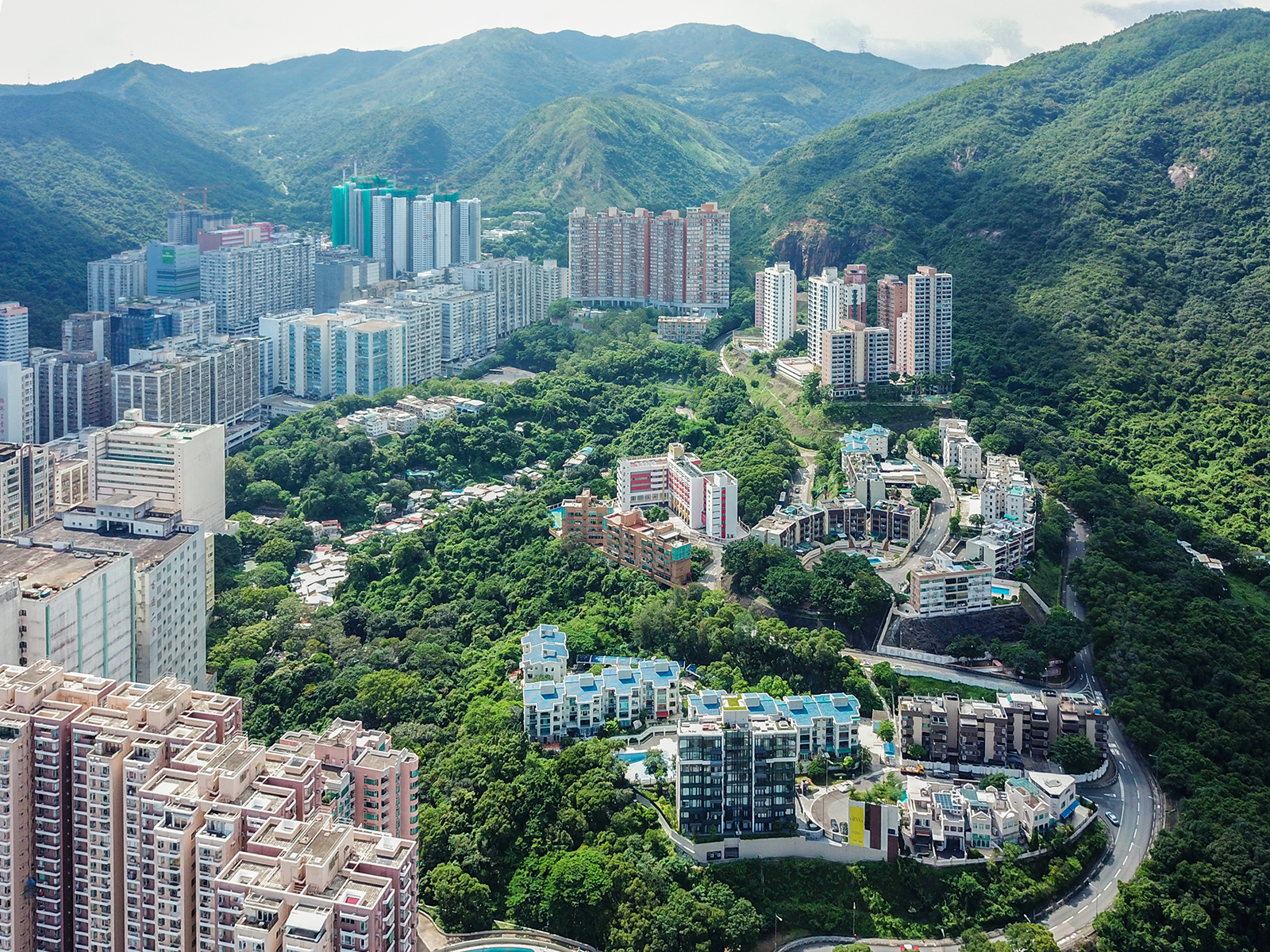
火炭近九肚山的住宅

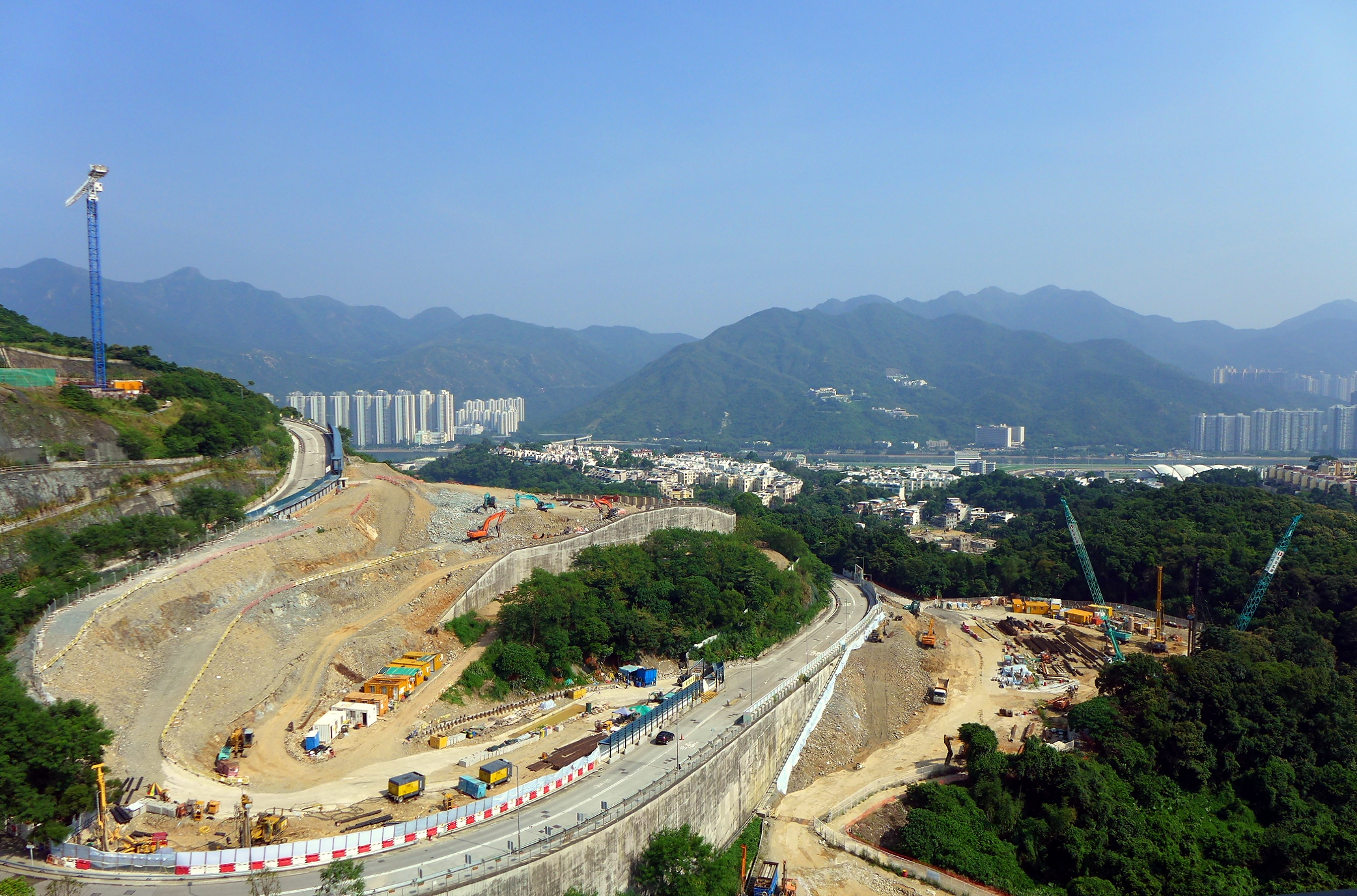
自2014年起，九肚山有多個豪宅正興建中

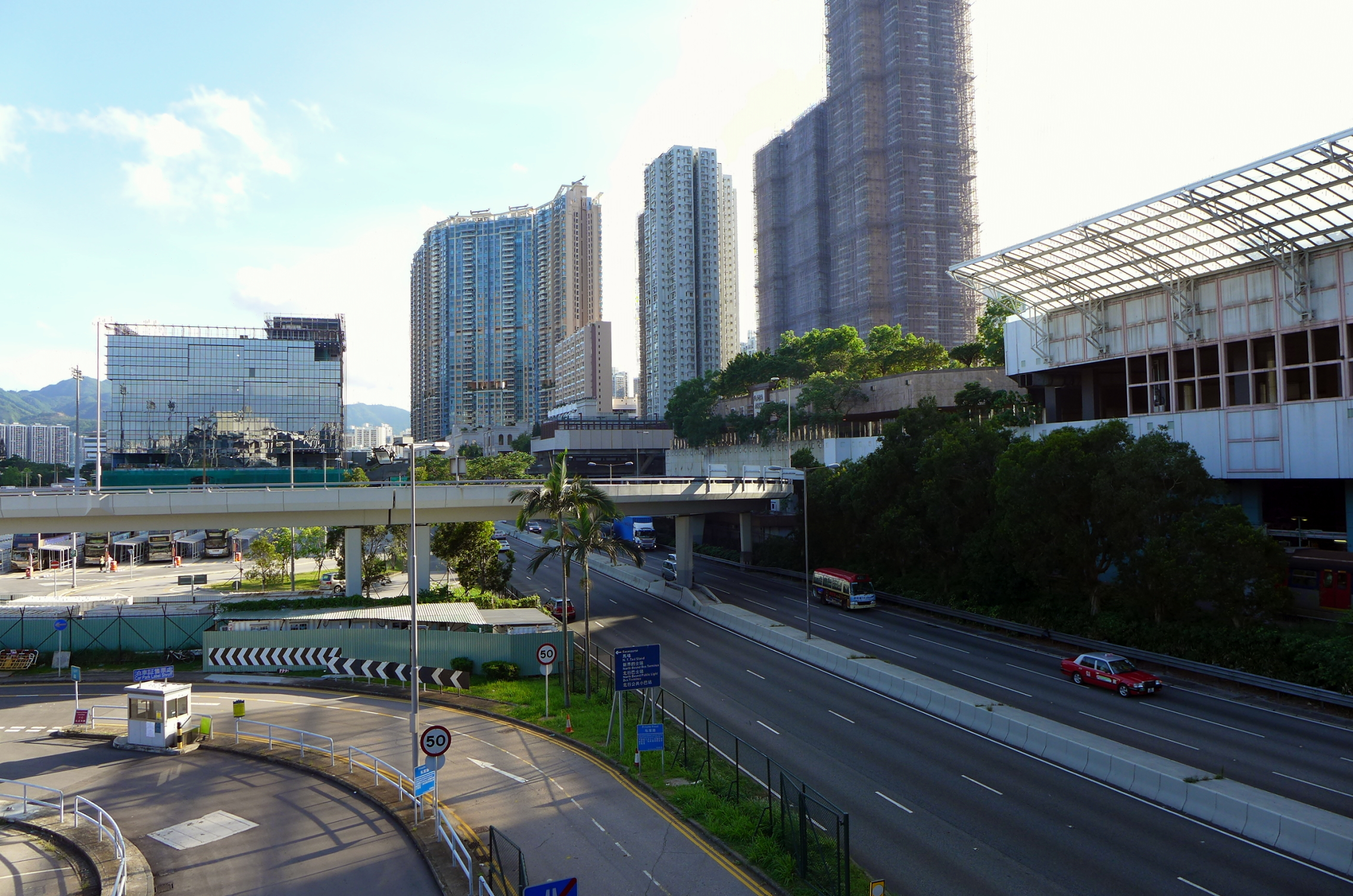
火炭近大埔公路－沙田段

火炭（英語：Fo Tan）位於香港沙田區，是沙田新市鎮的主要工業區。然而區內港鐵東鐵綫上的何東樓車廠上蓋也有大型私人住宅，而香港體育學院、沙田馬場以及彭福公園則位於火炭東面的新填海區。位於火炭城門河對岸的石門，是繼火炭後沙田區的第二個工商貿區。

## 地理位置
火炭位處沙田市中心以北，香港中文大學以南，城門河以西，草山以東。
現今的火炭一般是指由沙田馬場開始往西南方向延伸，包括何東樓、落路下村、火炭工業區、黃竹洋、穗禾路沿線，至香港專業教育學院沙田分校處以火炭路與沙田的禾輋邨分隔。沙田污水處理廠屬馬料水範圍，而穗禾苑旁邊的下禾輋村則一般被視爲沙田的一部分。傳統上狗肚山被認爲是火炭的一部分，但因現在的九肚山住宅區的地理環境和道路系統自成一區，現多被視爲獨立的分區。

## 歷史
昔日的「火炭」倚山臨河，水退時為灘，故稱為「海灘」，按客家話讀音為即「悔灘」，其後因客家話口音問題，誤稱為「火灘」，一音之轉更被稱為「火炭」沿用至今。鄰近鄉村組成「火炭約」方便村與村之間的聯繫與合作，包括火炭、拔子窩、落路下、河瀝背、九肚、石寮洞、山尾、黃竹洋、長瀝尾、凹背灣、龜地、禾寮坑、赤坭坪、馬料等村。
「火炭村」村民姓鄭，原籍廣東省五华县，避亂遷居博羅縣，後因民貧地瘠，於清雍正年間（約1730年）再移居現址。早期村民多從事耕種，部份飼養家禽，以自用為主，甚少擔到九龍出售。
到1980年代至90年代，為應付不斷增加的需求九廣鐵路實行電氣化，大規模擴建何東樓車廠，新車廠建成時頂部已預留支柱供日後發展的上蓋物業銀禧花園。
2000年開始，不少藝術家在火炭工廠大廈設立工作室，現有個人或聯合工作室共50個，超過180名藝術家，進駐火炭的藝術工作者逐年遞增，形成伙炭藝術村，當中的藝術家從事包括繪畫、雕塑、陶瓷、版畫、攝影、錄像、數碼媒體、花藝設計 （页面存档备份，存于）表演或其他創意工業。藝術村每年1月份舉行開放日，藝術家會開放他們的工作室，讓公眾人士遊訪他們的創作天地及體驗他們創作歷程，而公眾可與藝術家直接對話，在輕鬆的氣氛下交流創作心得和經驗。

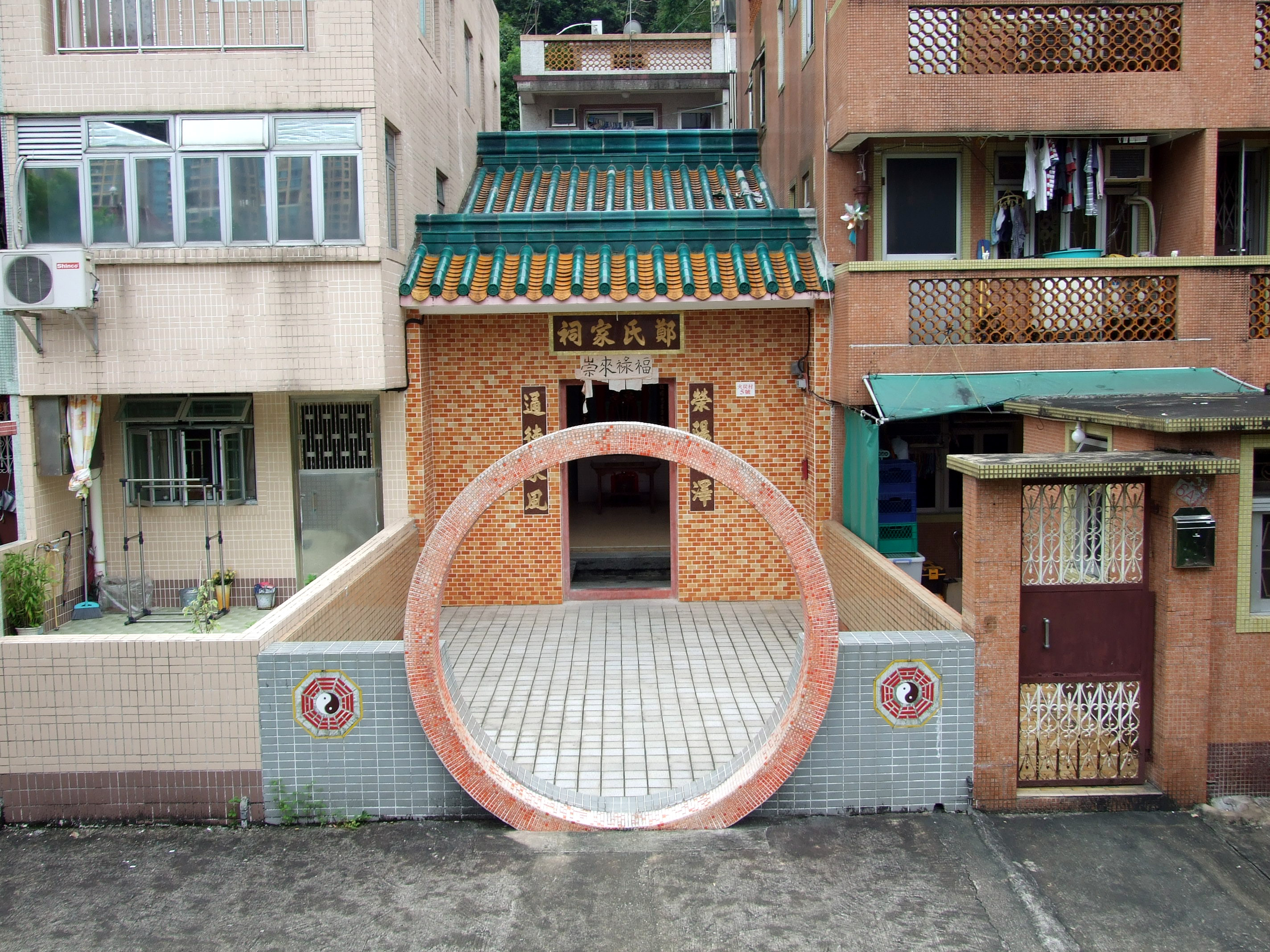
火炭村鄭氏家祠
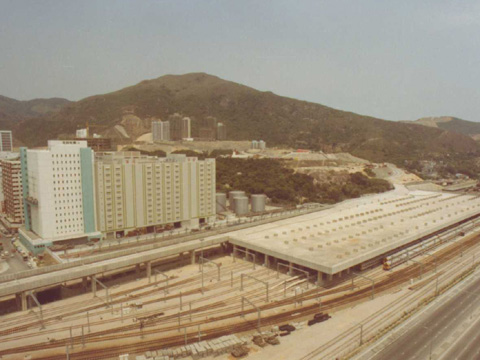
尚未發展成住宅銀禧花園的何東樓車廠上蓋
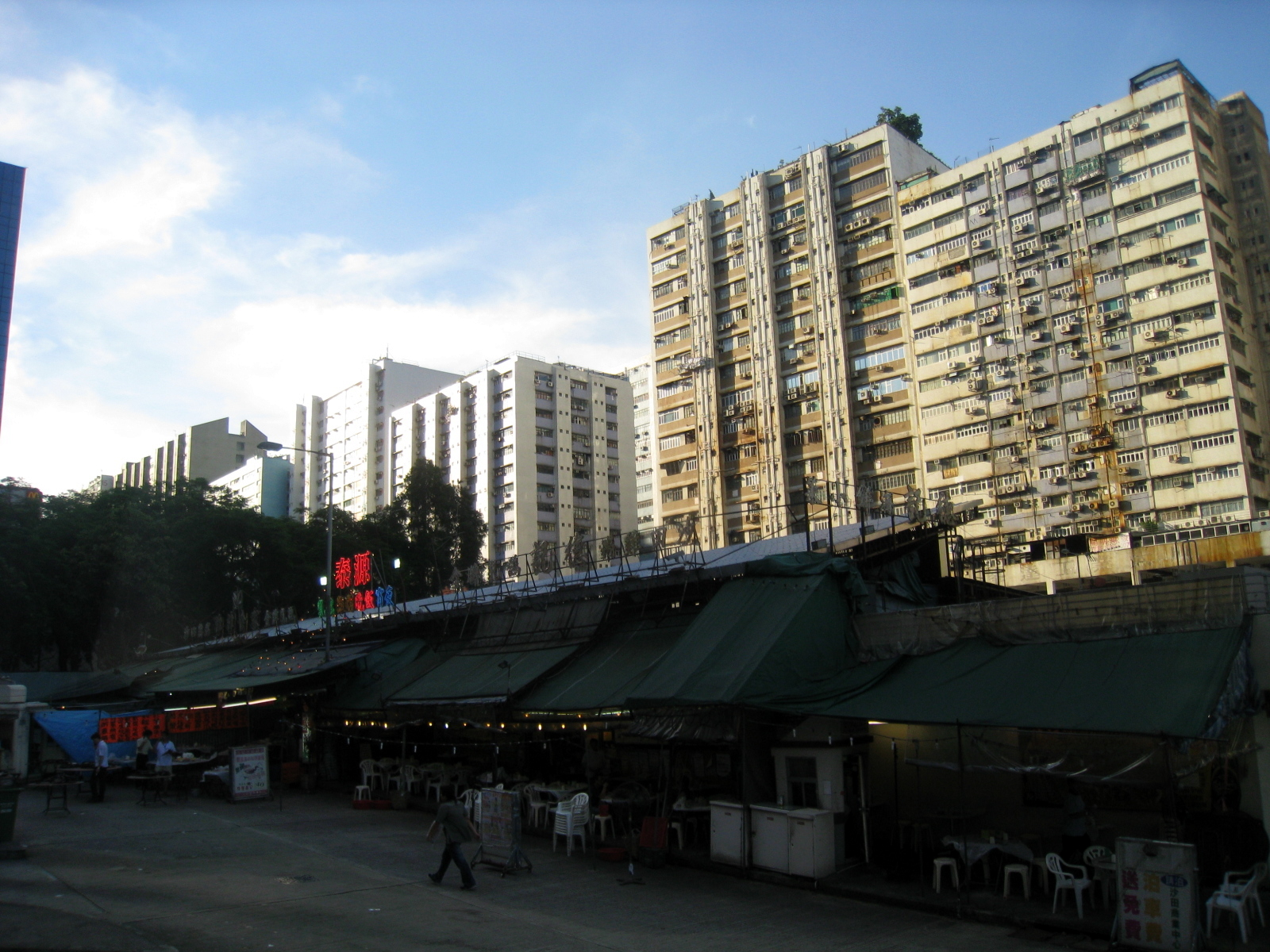
火炭大排檔
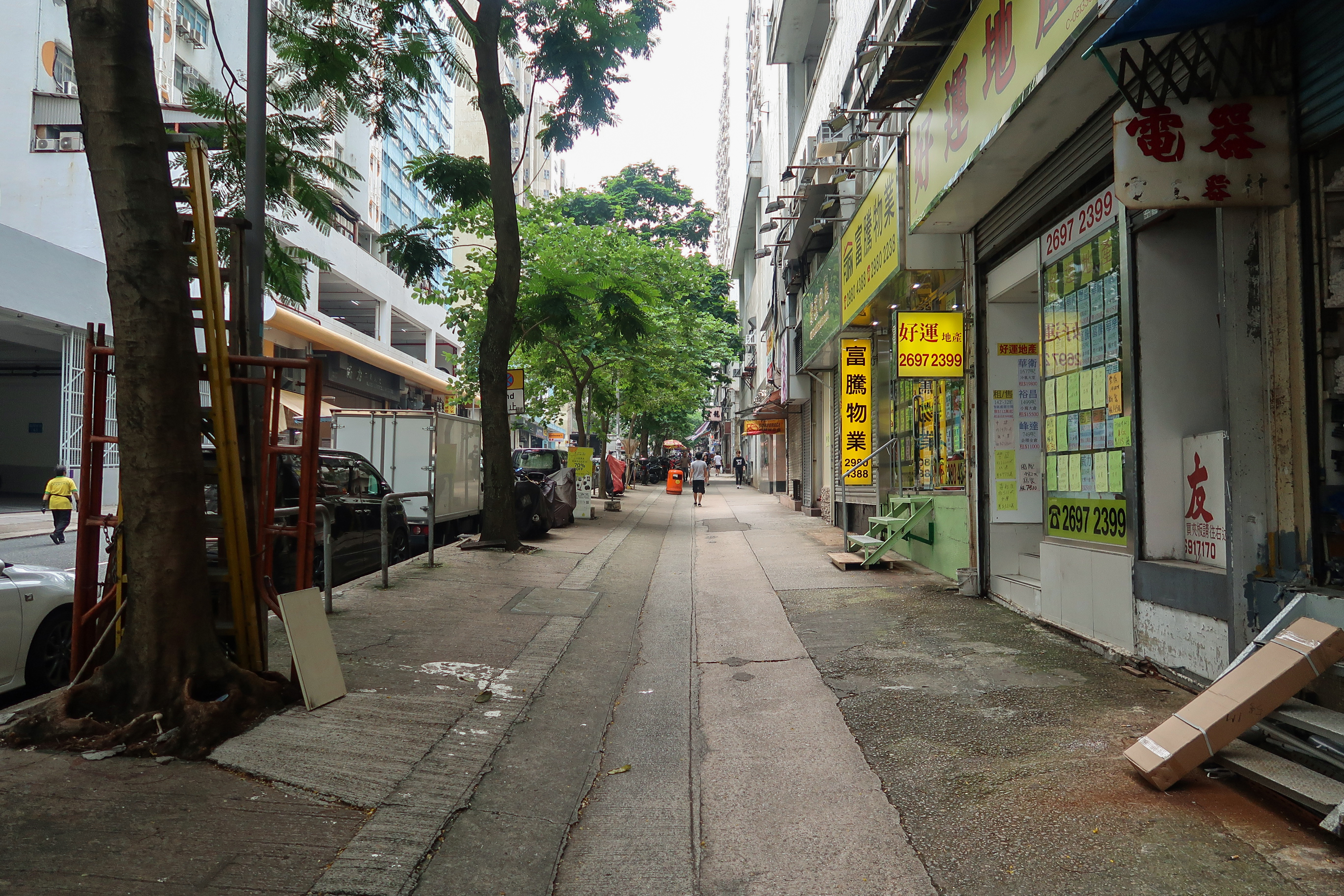
坳背灣街的商店

## 特色
火炭工業區內多條街道均以當地鄉村命名，包括火炭路、坳背灣街、山尾街、禾寮坑路、禾上墩街、牛湖托街、黃竹洋街、河瀝背街及桂地街等。

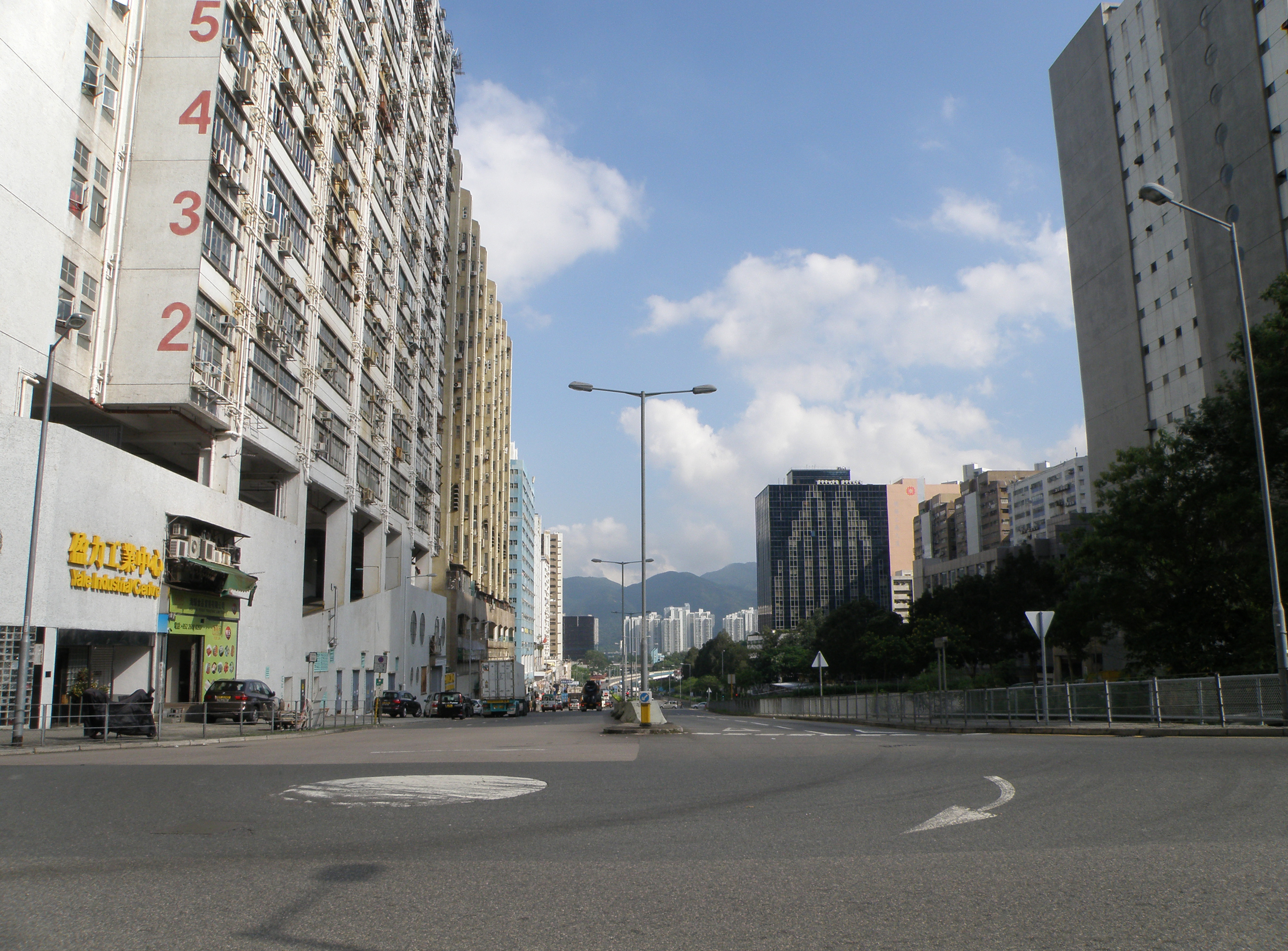
火炭路
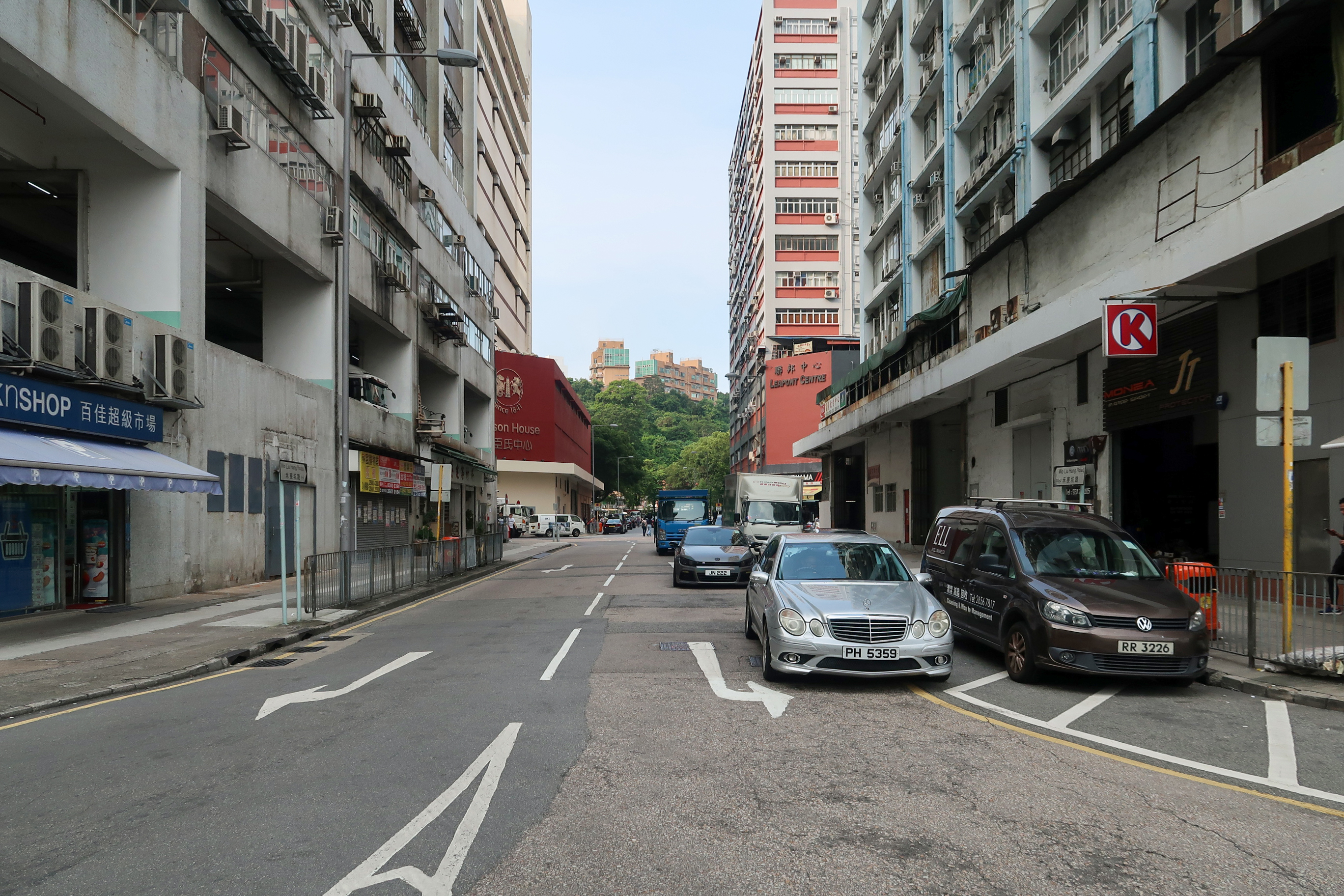
禾寮坑路
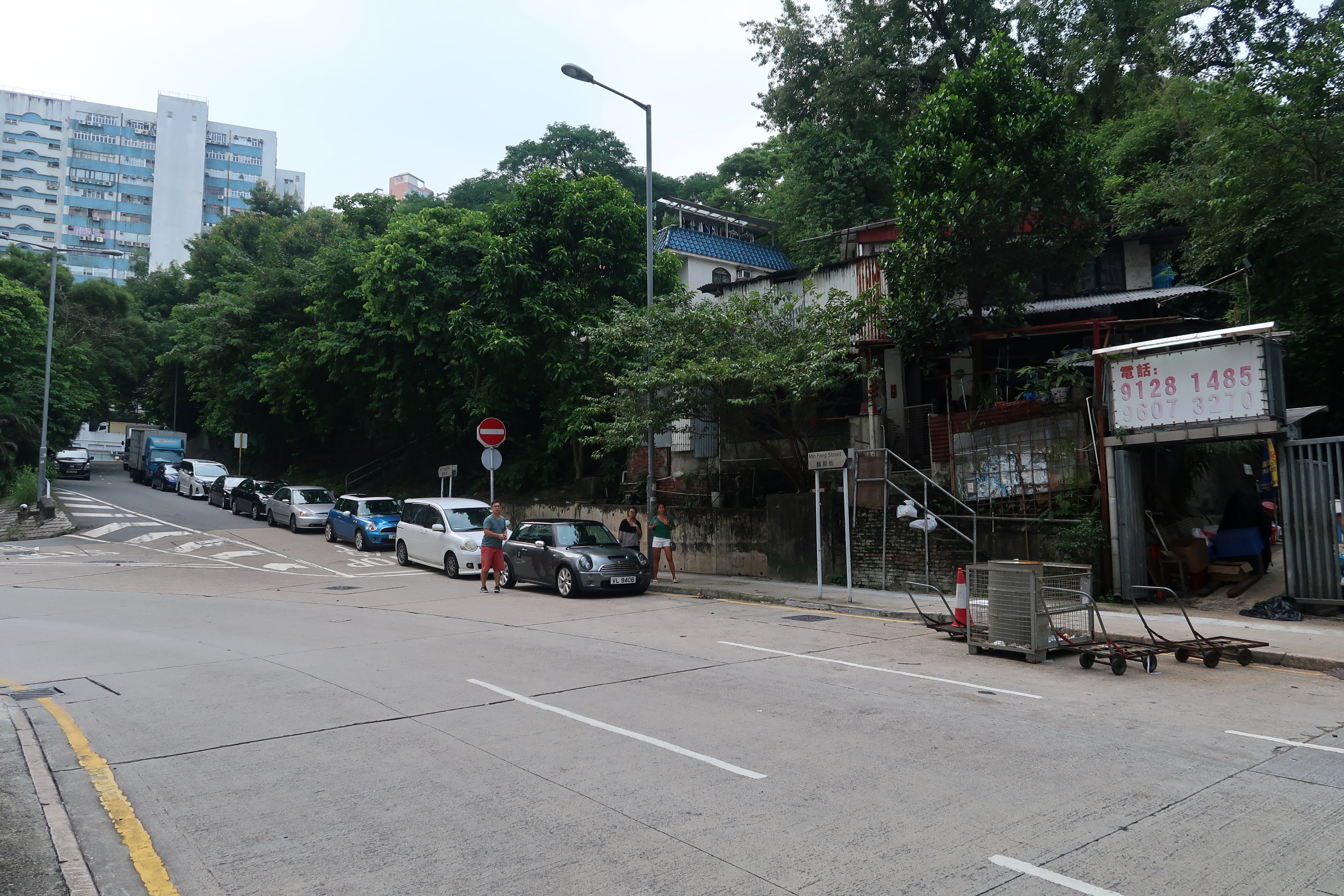
麵房街盡頭有多間鐵皮屋
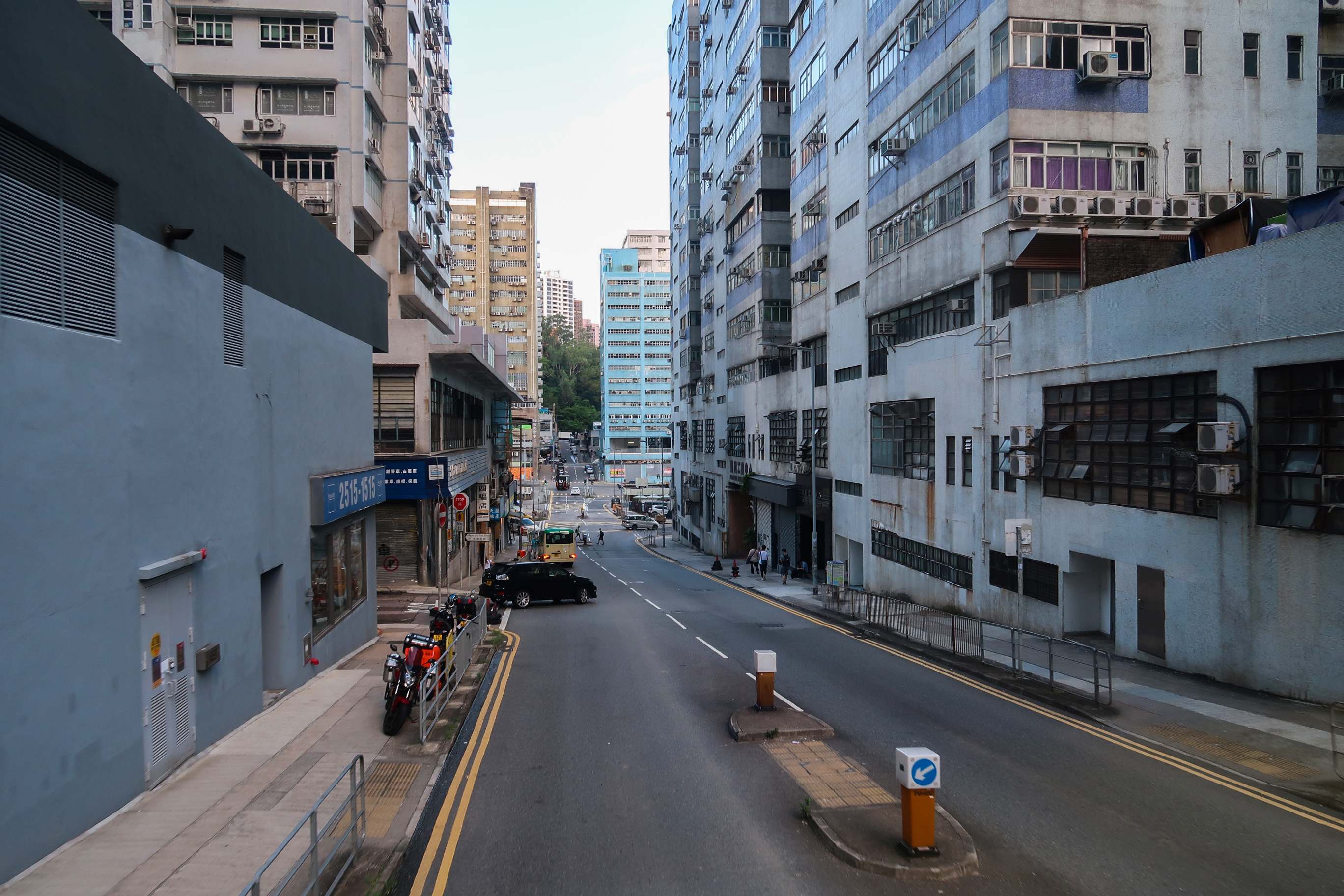
穗禾路

## 住宅

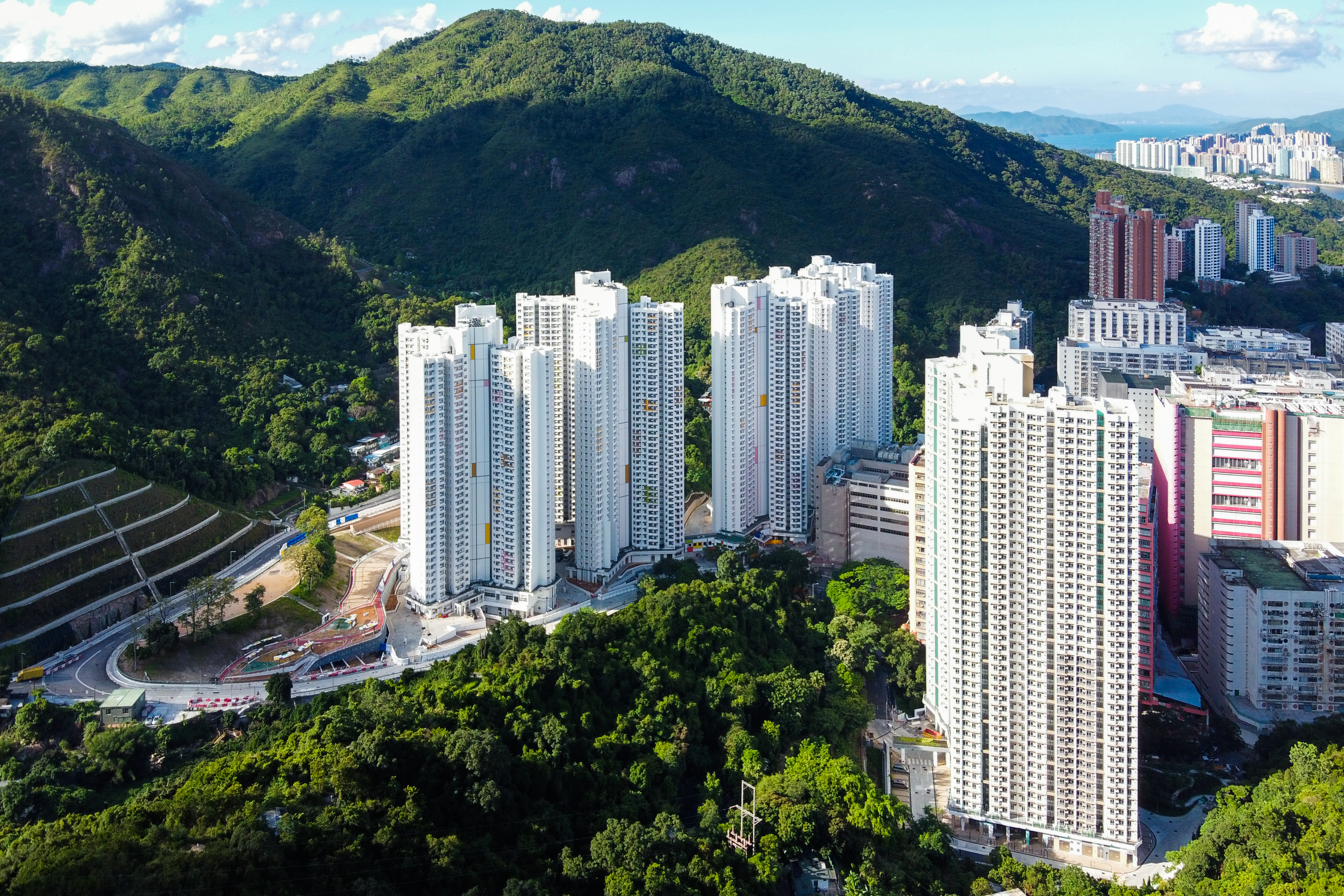
特首林鄭月娥曾建議火炭的4800個的駿洋邨公屋單位，轉為綠置居單位出售，但最後轉回公屋

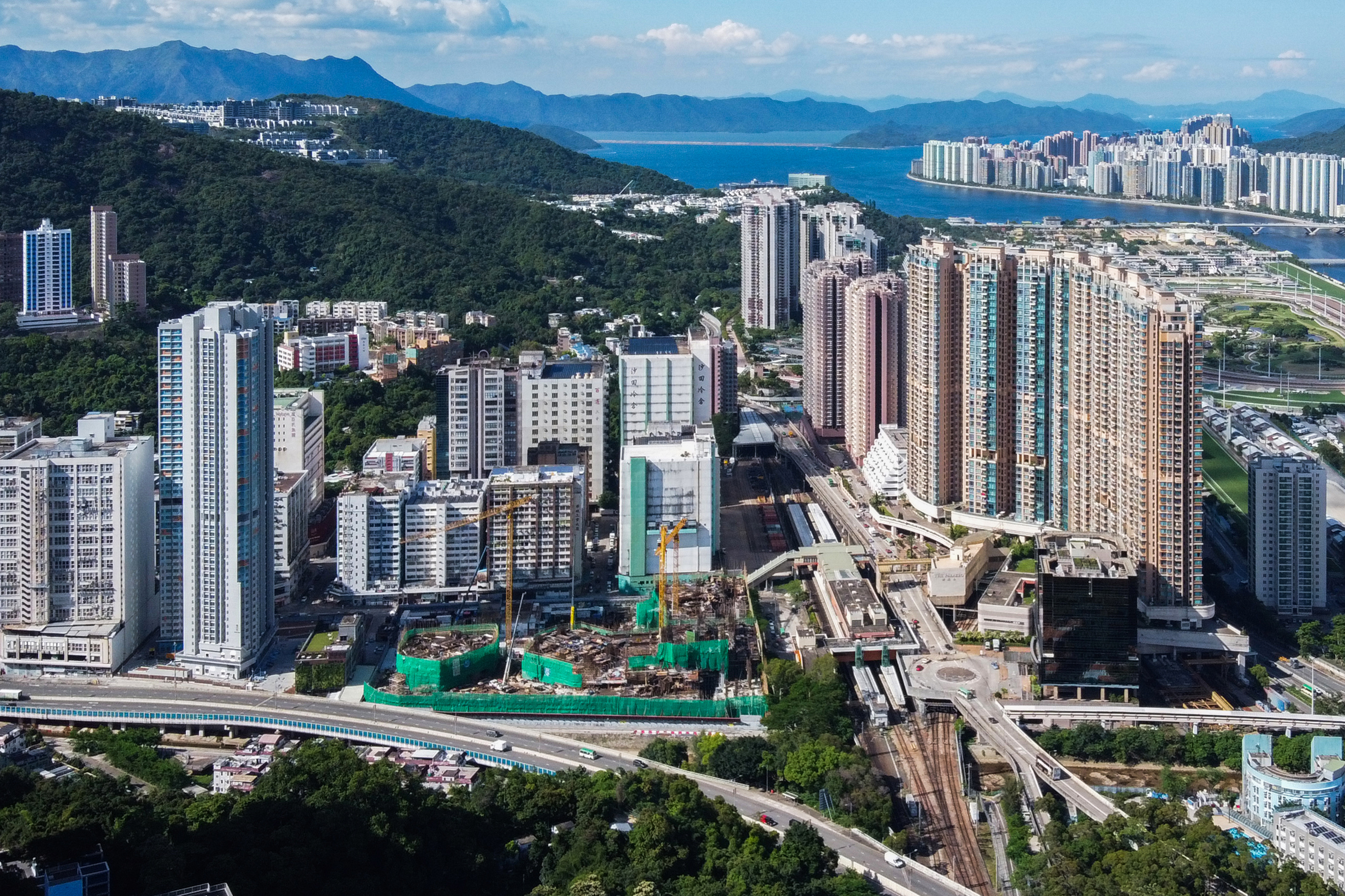
46層高單幢居屋旭禾苑（左）和中洲控股項目（右）

火炭的屋苑大多以中、低密度為主，並且主要在八十年代落成。包括中型私人屋苑華翠園、低密度別墅沙田渣甸山花園、麗峰花園和田禾苑。此外近穗禾苑第二期附近也有兩個高密度私人屋苑，包括豐景花園和碧霞花園。
私人住宅
位於何東樓車廠上蓋的前九廣鐵路發展物業設有三個大型私人屋苑，分別是1985、1986年入伙的銀禧花園，1995、1996年落成的駿景園和2009年落成的御龍山。因為毗鄰港鐵火炭站，交通方便，物業成交量較高。
鄰近火炭站的半山區以中、低密度住宅為主，包括晉名峰等。
公共房屋
駿洋邨位處火炭西北部，由原火炭平房區內10幅私人農地，巴士廠及附近斜坡平整而成，於2020年8月開始陸續入伙。不過受到COVID-19影響，一度被香港特區政府徵用作隔離中心，引發獲編配屋邨的準居民不滿。
居屋
穗禾苑位處火炭西南，1980年落成，是第一期居屋屋苑之一。2020年入伙，全港最高的居屋大廈旭禾苑位於火炭站附近；駿洋邨附近的彩禾苑於2021年入伙。
鄉村
火炭的鄉村由昔日海邊一直沿河谷伸延至草山，包括在火炭站附近的火炭村、禾寮坑、拔子窩、落路下，較上還有桂地新村、蚊坑、黃竹洋、山尾、坳背灣、牛湖托、禾上墩、石榴洞、河瀝背、搖斗坪，同時亦包括九肚山一帶的鄉村，如九肚村、馬尿、長瀝尾等。

## 商場和街市
穗禾苑商場、銀禧薈、沙田商業中心、駿景廣場是火炭區內的商場，其中穗禾苑商場和銀禧薈設有街市。駿洋商場亦將設有街市。

## 沙田馬場
沙田馬場和彭福公園位於火炭東面。

## 工商業
火炭站和火炭路一帶有工業大廈、倉庫和商業大廈。工業息微使工廈單位租金便宜，自2000年起吸引中文大學藝術系老師及畢業生租賃作工作室，逐漸吸引各地藝術家進駐。惟自工廈活化、區內工廈翻新等原因令租金大幅上升，近年已有不少藝術家遷出。

## 學院和學校
香港體育學院、培基小學、賽馬會體藝中學和香港專業教育學院沙田分校均位於火炭周遭，而山上有沙田學院。

## 未來發展
爪哇控股於2011年10月份獲批在前火炭惠康倉興建4幢樓高35至43層住宅物業及16萬平方英尺商場，並設有會所等設施（目前已轉售予內地地產商中洲控股，並已恢復工程）。政府於2017年11月公佈該項目已完成補地價，補地價金額為35.8億港元。2021年，中洲置業公佈項目命名為「星凱·堤岸」。
2020年7月3日，政府就火炭松頭下路與桂地街交界，前九巴火炭車廠工業地進行招標。地皮面積約9.87萬方呎，可建樓面達93.85萬方呎，為近20年來最大規模的工業官地，吸引9間發展商或財團競投。地皮最終由中移動以56億元投得，為歷來最貴的工業地。
2021年5月24日，房委會正式公佈拆卸穗輝工廠大廈，原址將重建成兩幢樓高40多層的公營房屋，總樓面約64萬方呎，合共提供1360伙單位，料可容納3,700人，預計2031年落成。

## 事件
2023年7月28日早上11時19分，警方接報火炭站B出口對開有野豬咬傷一名女子的大腿和一名15歲少年手部，事後送往沙田威爾斯醫院治理。野豬其後逃往城門河方向，最終漁護署人員發射麻醉槍將野豬麻醉。

## 區議會議席分佈
為方便比較，以下列表主要以火炭路以北、城門河以西（連同沙田馬場周邊地區），並包括穗禾路沿線範圍。
| 年度/範圍                | 2000-2003                      | 2004-2007                      | 2008-2011                      | 2012-2015                      | 2016-2019                      | 2020-2023                      | 2024-2027  |
| ------------------------ | ------------------------------ | ------------------------------ | ------------------------------ | ------------------------------ | ------------------------------ | ------------------------------ | ---------- |
| 火炭渠以南               | 穗禾選區                       | 穗禾選區                       | 穗禾選區                       | 穗禾選區                       | 穗禾選區                       | 穗禾選區                       | 沙田西選區 |
| 火炭渠以北（駿景園除外） | 火炭選區                       | 火炭選區                       | 火炭選區                       | 火炭選區                       | 火炭選區                       | 火炭選區                       | 沙田西選區 |
| 駿景園                   | 連同九肚山及馬料水劃為駿馬選區 | 連同九肚山及馬料水劃為駿馬選區 | 連同九肚山及馬料水劃為駿馬選區 | 連同九肚山及馬料水劃為駿馬選區 | 連同九肚山及馬料水劃為駿馬選區 | 連同九肚山及馬料水劃為駿馬選區 | 沙田西選區 |

註：以上主要範圍尚有其他細微調整（包括編號），請參閱有關區議會選舉選區分界地圖及條目。